# Cerebratulus kowalewskii
Cerebratulus kowalewskii är en djurart som tillhör fylumet slemmaskar, och som beskrevs av Unknown. Cerebratulus kowalewskii ingår i släktet fläsknemertiner, och familjen Cerebratulidae. Inga underarter finns listade i Catalogue of Life.